# Élie Rous
Élie Rous, Ely Rous, ou Elly Rous-Serra est un ancien entraîneur de football  français ou peut-être anglais, né le 11 septembre 1908 à Cette (aujourd'hui Sète) et mort le 2 avril 1987 à Tarbes.

## Biographie
Ancien attaquant, il fait une carrière d'entraîneur en France, au Racing Club de Paris, avec lequel il remporte la coupe en 1940. Au FC Sète dans les années 1940, avec lequel il perd une nouvelle finale de coupe en 1942, puis au FC Metz. Il y est décrit comme un entraîneur « intellectuel », cultivé, fin psychologue, charismatique et pédagogue. Il y est surnommé le « sorcier » quand son équipe occupe durablement la tête du championnat de France, avant de terminer la saison 1951-1952 à la 5e place. 
Pendant la guerre, il travaille pour les services spéciaux français comme il l'écrit dans le livre "Les renards de l'ombre - La mission Baden Savoie". Ce statut d'espion peut expliquer des incohérences quant à son origine ou son parcours du fait de différentes couvertures qu'il a pu utiliser. 
Il est l'auteur d'autres ouvrages, comme sa thèse "le Pari universitaire" (4 tomes).

## Parcours d'entraîneur
- 1939-1940 :  RC Paris
- 1940-1943 :  FC Sète
- 1949-1950 :  FC Sète
- 1950 :  OGC Nice
- 1951-1952 :  FC Metz

## Palmarès
- Vainqueur de la Coupe de France en 1940 (RC Paris)
- Finaliste de la Coupe de France en 1942 (FC Sète)